# Oligosoma moco
Espèce
Synonymes
- Lygosoma moco Duméril & Bibron, 1839
- Mocoa owenii Gray, 1845
- Leiolopisma moco (Duméril & Bibron, 1839)

Oligosoma moco est une espèce de sauriens de la famille des Scincidae.

## Répartition
Cette espèce est endémique du golfe de Hauraki sur l'île du Nord en Nouvelle-Zélande.

## Publication originale
- Duméril & Bibron, 1839 : Erpétologie Générale ou Histoire Naturelle Complète des Reptiles. vol. 5, Roret/Fain et Thunot, Paris, p. 1-871 (texte intégral).